# Хабура, Кшиштоф
Кшиштоф Хабура (пол. Krzysztof Stefan Habura; род. 2 июня 1956, Пабьянице) — польский политик. Член Гражданской платформы Польши. Депутат Сейма Республики Польша X созыва (с 2023 года). Староста Пабяницкого повета (2006—2023).

## Биография
Кшиштоф Хабура родился 2 июня 1956 года в городе Пабьянице, республика Польша.
Хабура является выпускником II общеобразовательного лицея в Пабьянице. Имеет квалификацию — магистр инженерных наук по специальности «Строительные и инженерные сооружения». В 1980 году окончил факультет строительства и архитектуры Лодзинского Политехнического университета. Начал трудовую деятельность мастером, затем был назначен руководителем объекта Комбината строительства Белхатской электростанции. В 1984 году стал инспектором строительного надзора в Пабьяницком жилищном кооперативе. С 1985 по 2006 годы руководил частным строительным предприятием.
С 1994 по 2006 годы входил в состав городского совета в Пабьянице. Участвовал в политической деятельности партии «Гражданская платформа». На муниципальных выборах 2006 года баллотировался на пост главы Пабьянице, но проиграл во втором туре голосования. Позже получил мандат городского депутата, был назначен на должность мэра Пабьяницкого повета. В 2010, 2014 и 2018 годах избирался депутатом Пабьяницкого повета. После каждого избирательного процесса назначался на должность мэра повета.
На выборах 2019 года безуспешно баллотировался в Сенат Республики Польша. В 2023 году вновь попробовал свои силы на выборах и был избран в Сейм Польши X созыва от Серадзкого округа, набрав 11 267 голосов. В Сейме работает в Комитете по инфраструктуре и Комитете по энергетике, климату и государственным активам.